# Ciaramedda
A ciaramedda ou ciaramèddha (em siciliano) ou ciaramella (em italiano) é um tipo de gaita-de-fole com dois ponteiros ou cantadeira.

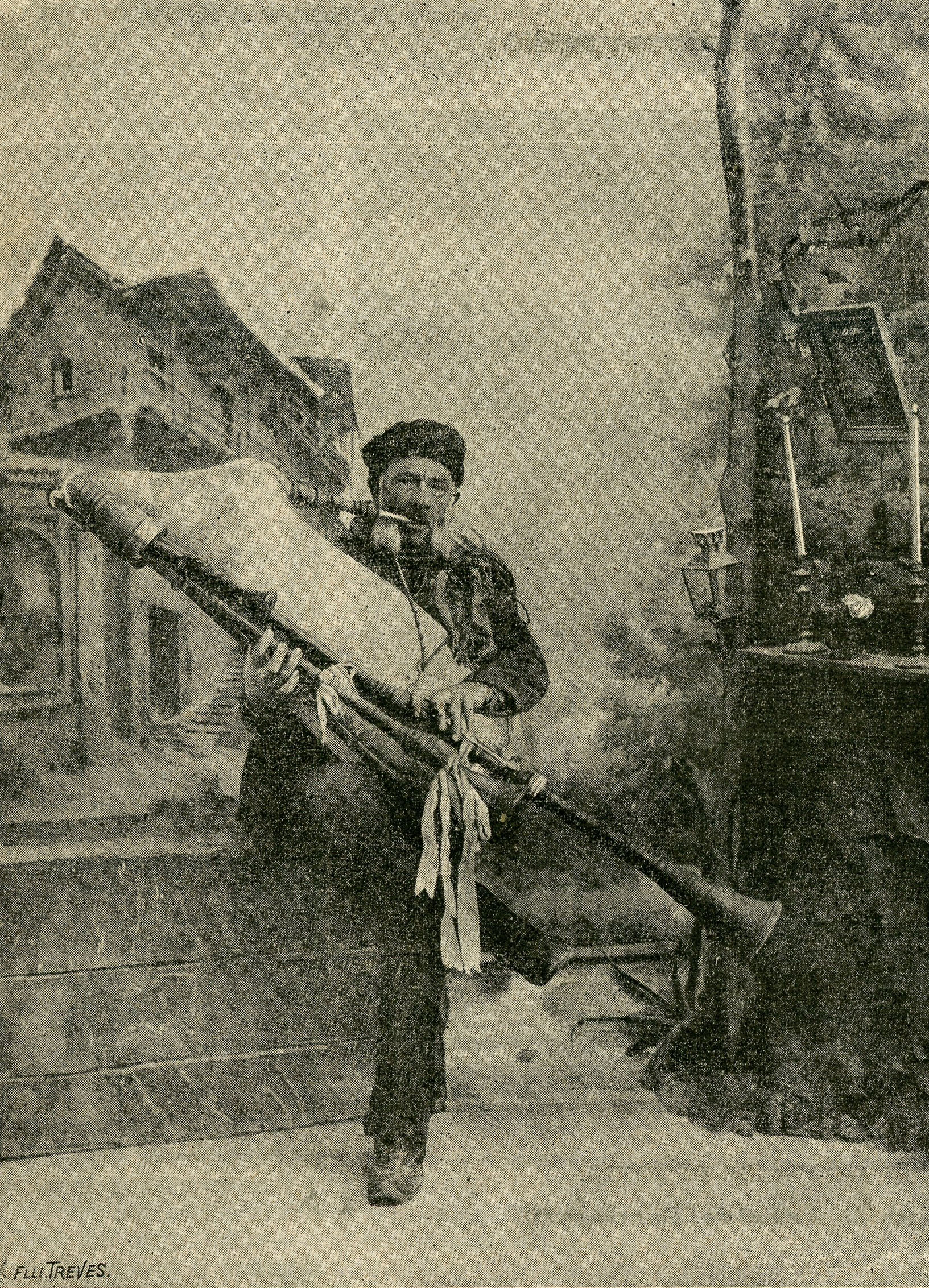

A ciaramedda é um instrumento típico dos pastores do interior da Sicília e da Calábria, especialmente nas províncias de Messina e Reggio Calabria.
As partes estruturais do instrumento são: l'utri (o saco de pele de cabra), a busciola (bloco de madeira de amoreira negra), u sciuscialoru (o insuflador (ou soprete), normalmente da madeira do sabugueiro), a ritta e a manca (ponteiros para a melodia e o acompanhamento, normalmente da madeira de Ericaceae), u bassu, a quatta e, eventualmente, u fischiettu (bordões ou roncões maior, médio e menor, respectivamente, normalmente da madeira de Ericaceae).
A ciaramedda corre grande risco de desaparecer com o lento e agonizante fim da sociedade agropastoral na Europa, tornando-se, destarte, peça de museus de etnoantropologia ou etnomusicologia. Assim como outros instrumentos, o último bastião da ciaramedda são as comemorações da Natal e as novenas religiosas.